# Gamalost
Gamalost (también Gammelost), que traducido en noruego significa "queso viejo", es un queso azul tradicional de la cocina noruega elaborado con leche de vaca muy habitual como ingrediente en los platos de este país. Al igual que otros platos tradicionales noruegos como el pan plano, las carnes y el pescado secos, el Gamalost puede ser almacenado durante largos periodos de tiempo sin necesidad de refrigeración. Posee un sabor agudo y fuerte (se trata de un alimento de gusto adquirido) y tiene un olor similar al Camembert, Roquefort, o el Danablu. El Gammalost presenta una pasta firme no granular y puede ser usado para elaborar sándwiches con rebanadas (en este caso es aconsejable tener que emplear rebanador de queso.)